# Nowomykołajiwka (rejon izmailski)
Nowomykołajiwka (ukr. Новомиколаївка) – wieś na Ukrainie, w obwodzie odeskim, w rejonie izmailskim, w hromadzie Wilkowo. W 2001 liczyła 587 mieszkańców, spośród których 234 wskazało jako ojczysty język ukraiński, 295 rosyjski, 23 mołdawski, 14 bułgarski, 1 ormiański, 18 gagauski, 13 romski, a 2 inny.